# Liste der Naturdenkmäler im Bezirk Linz-Land
Die Liste der Naturdenkmäler im Bezirk Linz-Land listet die als Naturdenkmal ausgewiesenen Objekte im Bezirk Linz-Land im Bundesland Oberösterreich auf. Unter den 16 Naturdenkmälern befinden sich neben einem Teich, einer Niederterrassenböschung und einer Steinformation ausschließlich Bäume oder Baumgruppen, insbesondere Linden, Kastanien, Eichen und Buchen.

## Naturdenkmäler
| Foto |                 | Name                             | ID    | Standort                                                           | Beschreibung | Fläche | Datum      |
| ---- | --------------- | -------------------------------- | ----- | ------------------------------------------------------------------ | --- | ------ | ---------- |
| 1    | Datei hochladen | 300-jährige Eiche in Rufling     | nd538 | Leonding KG: Rufling GrStNr: 213 Standort                          | Die rund 300 Jahre alte Stieleiche befindet sich südlich der Verbindungsstraße von Leonding nach Alkoven zwischen den Ortschaften Rufling und Hitzing. Zum Zeitpunkt der Unterschutzstellung wies die Eiche einen Stammumfang von 4,3 m (in einem Meter Höhe gemessen), einen Kronendurchmesser von 13 m und eine Höhe von rund 15 m auf. Die Eiche befindet sich in einer Gehölzgruppe, wobei einige Äste aus Sicherungsgründen wegen einer vorbeiführenden Stromleitung zurückgeschnitten werden mussten.                                |        | 16.05.1994 |
| 1    | Datei hochladen | 5 Platanen in Enns               | nd555 | Enns KG: Enns GrStNr: 1280/3 Standort                              | Die fünf Platanen (Platanus x hybrida) gehören zu einer Baumgruppe, die neben den Platanen auch drei Lärchen und drei Fichten umfasst. Die Baumgruppe steht in unmittelbarer Nähe des Ennsstaubereiches nahe dem Wohngebiet „Schießwiese“. Zum Zeitpunkt der Unterschutzstellung wiesen die Platanen einen Stammumfang von 3,6 bis 3,9 m (in einem Meter Höhe gemessen) und eine Höhe von rund 25 m auf. Das Alter der Platanen wurde auf 150 Jahre geschätzt.                                                                             |        | 03.04.1997 |
| 1    | Datei hochladen | Bäume im Stiftspark Wilhering    | nd029 | Wilhering KG: Wilhering GrStNr: 1/1 Standort                       | Bei den drei geschützten Bäumen im Stiftspark Wilhering handelt es sich um eine Eibe (Taxus baccata), einen Tulpenbaum (Liriodendron tulipifera) und einen Riesenmammutbaum (Sequoiadendron giganteum). Zum Zeitpunkt der Unterschutzstellung wies die vermutlich älteste Eibe Oberösterreichs einen Stammumfang von 4,4 m in Brusthöhe auf. Der Tulpenbaum war rund 25 m hoch und soll ein Geschenk eines französischen Oberst sein, der sich für die Pflege im Jahr 1809 bedankte. Der Mammutbaum wies ein Alter von rund 80 Jahren auf. |        | 11.10.1962 |
| 1    | Datei hochladen | Blutbuche                        | nd582 | St. Florian KG: Tillysburg GrStNr: 10 Standort                     | Die Blutbuche (Fagus sylvatica f. purpurea) befindet sich auf einem Vorplatz vor dem Schloss Tillysburg. Zum Zeitpunkt der Unterschutzstellung wies die Buche einen Stammumfang von 4,7 m (in einem halben Meter Höhe gemessen), einen Kronendurchmesser von 21 m und eine Höhe von rund 27 m auf. Der Stamm weist bereits in einem halben Meter Höhe einen abzweigenden Seitenast auf, in rund einem Meter Höhe teilt sich der Stamm zudem in drei Hauptäste.                                                                             |        | 09.10.2000 |
| 1    | Datei hochladen | Eiche in Kematen                 | nd465 | Kematen an der Krems KG: Burg GrStNr: 546/2 Standort               | Die Stieleiche (Quercus robur) in Kematen wies zum Zeitpunkt der Unterschutzstellung einen Stammumfang von 5,7 m (in einem Meter Höhe gemessen), einen Kronendurchmesser von 16 m und eine Höhe von rund 25 m auf. Die rund 200 Jahre alte Eiche verzweigt sich in rund 5 m Höhe in zahlreiche Hauptäste. |        | 26.09.1991 |
| 1    | Datei hochladen | Eiche in Leonding                | nd651 | Leonding KG: Leonding GrStNr: 640/5; 653/5 Standort                | Die Stieleiche (Quercus robur) befindet sich auf der Anhöhe des Buchberges in der Nähe des 9er Turms nahe der Daffingestraße. Zum Zeitpunkt der Unterschutzstellung wies die Eiche einen Stammumfang von 2,7 m, einen Kronendurchmesser von 15 m und eine Höhe von rund 17 m auf. Das Alter des Naturdenkmals mit kugeliger Kronenform wird auf 100 Jahre geschätzt. |        | 04.09.2006 |
| 1    | Datei hochladen | Ginkgobaum                       | nd030 | St. Florian KG: St. Florian GrStNr: 1/2 Standort                   | Das Naturdenkmal bestand ursprünglich aus einem Mammutbaum, einer Rotbuche und einem Ginkgobaum. Nach schweren Sturmschäden mussten jedoch der Mammutbaum und die Rotbuche gefällt werden, weshalb der Schutz der beiden Bäume 1987 für erloschen erklärt wurde. Der Ginkgobaum befindet sich im Prälatengarten des Chorherrenstiftes St. Florian und wurde unter anderem wegen seiner Seltenheit unter Schutz gestellt. |        | 11.10.1962 |
| 1    | Datei hochladen | Gipfelblock und Z`klobener Stein | nd026 | Wilhering KG: Wilhering GrStNr: 91/1 Standort                      | Der „Gipfelblock“ bei der Kürnbergerburg am Gipfel des Kürnbergwaldes ist ein sogenannter Runenstein, der „z'klobener Stein“ ein riesiger gespaltener Granitblock an der Nordflanke des Kürnberger-Waldes in der Kohlgrube des Hirschleitengraben, der als heidnischer Opferstein gedient haben soll. Die Vertiefung an der Oberseite des z'klobener Stein soll eine Funktion als Opferschale gehabt haben. Die beiden Steine wurden aus kulturellen, wissenschaftlichen und historischen Gründen geschützt.                               |        | 18.10.1962 |
| 1    | Datei hochladen | Kaiser-Linde                     | nd521 | Leonding KG: Leonding GrStNr: 8/3 Standort                         | Die Linde an der Westseite der Pfarrkirche St. Michael wies zum Zeitpunkt der Unterschutzstellung einen Stammumfang von 3,05 m (in einem Meter Höhe gemessen), einen Kronendurchmesser von 17 m und eine Höhe von rund 30 m auf. Das Alter des Baumes, der sich in rund 6 m Höhe in zwei Hauptäste verzweigt wurde auf 100 Jahre geschätzt. |        | 16.11.1993 |
| 1    | Datei hochladen | Kastanienbaumallee               | nd456 | Enns KG: Enns GrStNr: 1330 Standort                                | Die doppelreihige Allee im nördlichen Bereich des historischen Stadtkerns von Enns entlang des ehemaligen Stadtgrabens besteht aus 90 Kastanienbäumen der Gewöhnlichen Rosskastanie (Aesculus hippocastanum). Die Allee weist eine Länge von rund 350 Metern und eine Breite von 8 bis 10 Meter auf und wurde bereits 1930 in einem Artikel des Museumsvereins erwähnt. |        | 12.04.1991 |
| 1    | Datei hochladen | Kirchen-Linde                    | nd520 | Kematen an der Krems KG: Kematen an der Krems GrStNr: .76 Standort | Die sogenannte Kirchenlinde an der Nordseite der Pfarrkirche Kematen ist eine Winter-Linde (Tilia cordata), die zum Zeitpunkt der Unterschutzstellung einen Stammumfang von 3,3 m (in einem Meter Höhe gemessen), einen Kronendurchmesser von 19 m und eine Höhe von über 30 m auf. Die damals rund 100 Jahre alte Linde wurde auf Grund ihres landschaftsprägenden Charakters sowie auf Grund ihrer Rolle als Anflugziel für Vögel unter Schutz gestellt.                                                                                 |        | 16.11.1993 |
| 1    | Datei hochladen | Linde in Berg bei Ansfelden      | nd572 | Ansfelden KG: Kremsdorf GrStNr: 1314/1 Standort                    | Die Winter-Linde (Tilia cordata) bei der ehemaligen Schule in Berg wies zum Zeitpunkt der Unterschutzstellung einen Stammumfang von rund 3,0 m (in einem Meter Höhe gemessen), einen Kronendurchmesser von 17 m und eine Höhe von ca. 22 m auf. Das Alter der Linde, deren Stamm sich in 2,5 m in drei starke Hauptäste teilt wurde 1999 auf rund 150 Jahre geschätzt. |        | 15.10.1999 |
| 1    | Datei hochladen | Niederterrassenböschung in Traun | nd539 | Traun KG: Traun GrStNr: 1761; 1762 Standort                        | Der Kalk-Halbtrockenrasen im Gebiet der Traun-Schotterterrassen südlich des Hanffeldes in Wagram-Pasching befindet sich rund 300 m südlich der B 1. Die Fläche im Umfang von rund 600 m² weist seltene Pflanzenarten auf. |        | 24.10.1994 |
| 1    | Datei hochladen | Rotbuche beim Schloss Eggendorf  | nd585 | Eggendorf im Traunkreis KG: Eggendorf GrStNr: 824 Standort         | Die Rotbuche (Fagus sylvatica) befindet sich im Schlosspark des Schlosses Eggendorf. Die Buche wies zum Zeitpunkt der Unterschutzstellung einen Stammumfang von 4,25 m (in einem Meter Höhe gemessen), einen Kronendurchmesser von 24 m und eine Höhe von ca. 27 m auf. Der Stamm der Buche verzweigt sich in rund 2 m Höhe in zwei Hauptäste, die eine pyramidenförmige Krone bilden. |        | 24.10.2000 |
| 1    | Datei hochladen | Schlosslinde                     | nd031 | Leonding KG: Rufling GrStNr: 179/3 Standort                        | Die Winterlinde (Tilia cordata) befindet sich auf dem sogenannten Thinghügel beim Schloss Rufling. 1957 wurden nach Sturmschäden Sanierungsarbeiten an der Linde durchgeführt. |        | 09.10.1962 |
| 1    | Datei hochladen | Taborteich                       | nd224 | Enns KG: Enns GrStNr: 1452 Standort                                | Der Taborteich liegt 20 m südlich der Donau bei der Strombezeichnung 82.112/12 und nördlich des Chemiewerkes in Enns. Seine Entstehung wird auf die in frühgeschichtlicher Zeit betriebenen Steinbrüche zurückgeführt. Der rund 3.000 m² große Teich wurde auf Grund seiner Lage, den ausgeprägten Granitsteilstufen und der Umgebungsvegetation unter Schutz gestellt. |        | 16.11.1983 |

## Ehemalige Naturdenkmäler
| Foto |                 | Name                     | ID     | Standort      | Beschreibung | Fläche | Datum |
| ---- | --------------- | ------------------------ | ------ | ------------- | --- | ------ | ----- |
| 1    | Datei hochladen | Efeu                     | gnd024 | Enns Standort | Efeustock am Bäckerturm in Enns |        |       |
| 0    | Datei hochladen | Erratischer Rollblock    | gnd027 | Wilhering     | Erratischer Rollblock aus Quarzitkonglomerat mit einem Volumen von rund 0,5 m³ an der Nibelungen-Bundesstraße |        |       |
| 0    | Datei hochladen | Hirzerlinde in Wilhering | gnd323 | Wilhering     | Die Sommerlinde (Tilia platyphyllos) in Wilhering zählte mit einem Stammdurchmesser von mehr als 2 m zu den stärksten Linden Oberösterreichs. In einer Höhe von 1,2 m verzweigte sich der Stamm in neun starke Äste. |        |       |
| 0    | Datei hochladen | Linde                    | gnd028 | Wilhering     | Die auf einer Anhöhe stehende Winterlinde war weithin sichtbar und hatte eine Höhe von rund 20 m, einen Stammumfang von 5,6 m und einen Kronendurchmesser von 15 m.                                                  |        |       |
| 0    | Datei hochladen | Weymouthkiefer           | gnd025 | Enns          | Weymouthkiefer oder Stobe im Schlosshof von Enns |        |       |

| Foto:                    | Fotografie des Naturdenkmals. Klicken des Fotos erzeugt eine vergrößerte Ansicht. Daneben finden sich zwei Symbole: \| Weitere Bilder vorhanden \| Das Symbol bedeutet, dass weitere Fotos des Objekts verfügbar sind. Durch Klicken des Symbols werden sie angezeigt. \| \| Eigenes Foto hochladen \| Durch Klicken des Symbols können weitere Fotos des Objekts in das Medienarchiv Wikimedia Commons hochgeladen werden. \| |
| Name:                    | Bezeichnung des Naturdenkmals laut offiziellen Quellen |
| ID                       | Identifikator |
| Standort:                | Es ist die Gemeinde und falls vorhanden die Adresse angegeben. Darunter sind die Katastralgemeinde (KG) und die Grundstücksnummer angeführt. Durch Aufruf des Links Standort wird die Lage des Denkmals in verschiedenen Kartenprojekten angezeigt. |
| Beschreibung             | Kurze Beschreibung des Naturdenkmals |
| Fläche                   | Fläche des Naturdenkmals in Hektar (ha) |
| Datum                    | Datum oder Jahr der Unterschutzstellung |
| Weitere Bilder vorhanden | Das Symbol bedeutet, dass weitere Fotos des Objekts verfügbar sind. Durch Klicken des Symbols werden sie angezeigt. |
| Eigenes Foto hochladen   | Durch Klicken des Symbols können weitere Fotos des Objekts in das Medienarchiv Wikimedia Commons hochgeladen werden. |